# Voetbaloorlog

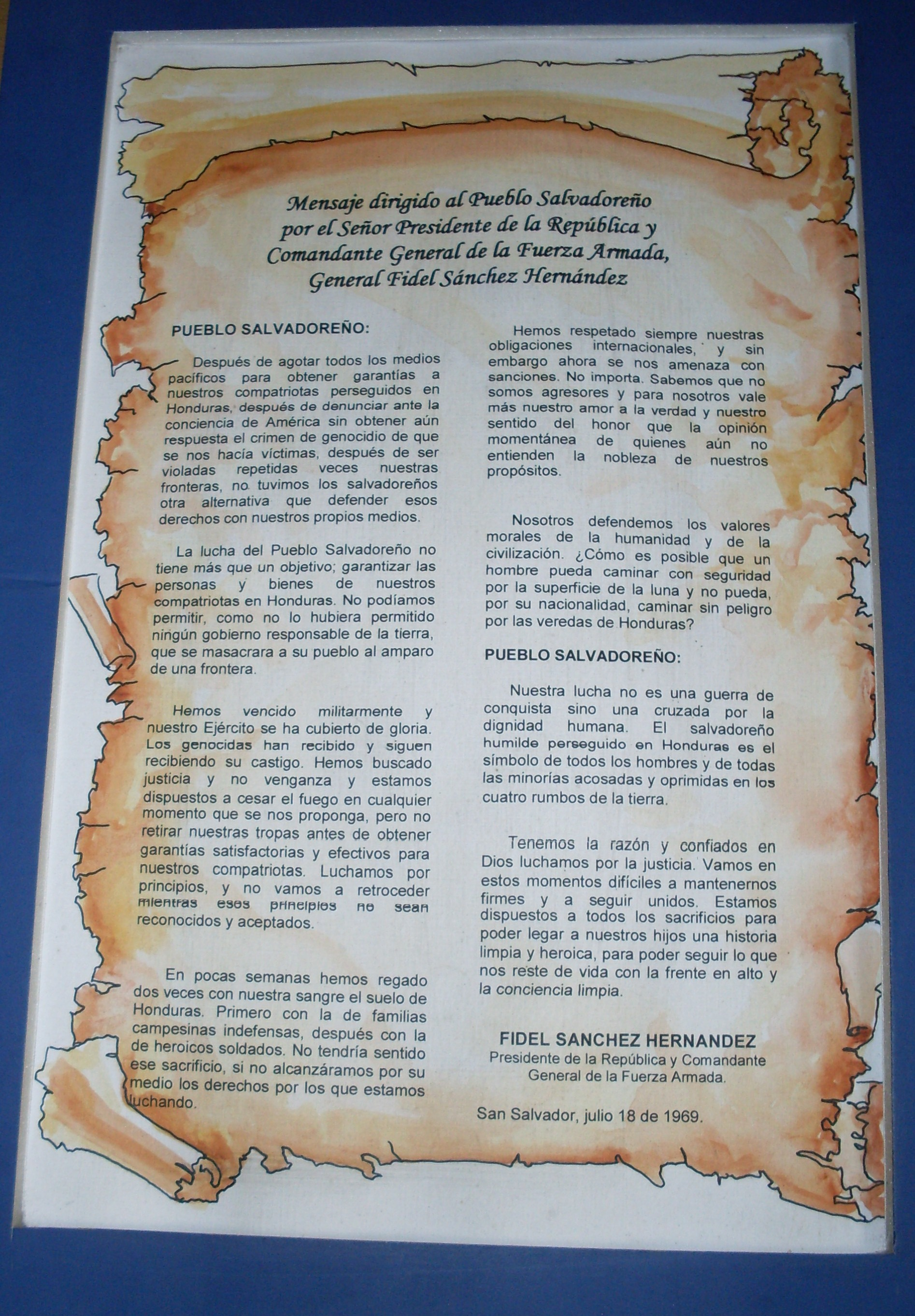
Boodschap van president Fidel Sánchez Hernández van El Salvador (18 juli 1969)

De voetbaloorlog (Spaans: La guerra del fútbol, ook wel de "oorlog van 100 uur" genoemd) was een korte oorlog van ruim vier dagen tussen El Salvador en Honduras in 1969.

## Geschiedenis
In het begin van de jaren zestig maakte het leger van Honduras, uit angst voor een te sterke invloed vanuit Cuba op het bewind, een einde aan de toenmalige regering van Morales. Oswaldo López Arellano werd de nieuwe president. Hij vestigde een nieuwe dictatuur waarin boeren (die onder de regeringen daarvoor recht op vakbondsvorming hadden gekregen) werden onderdrukt ten gunste van de grootgrondbezitters. Er vonden landbezettingen plaats uit protest hiertegen.
In die periode bevonden zich veel Salvadoranen in Honduras. Zij waren gevlucht voor het regime in El Salvador en hadden in Honduras in 1969 200.000 ha land in bezit. Het Hondurese regime zag de Salvadoranen als aanstichters van de landbezettingen en stelde de Salvadoranen op 30 april 1969 het ultimatum om binnen 30 dagen het land te verlaten.
Intussen stond het wereldkampioenschap voetbal van 1970 voor de deur. In juni 1969 werden er daartoe selectiewedstrijden gehouden tussen Honduras en El Salvador. De eerste wedstrijd (op 8 juni) werd gewonnen door Honduras. Maar een tweede wedstrijd (op 15 juni) werd door Honduras smadelijk verloren. Hierop werden winkels en bedrijven van in Honduras wonende Salvadoranen geplunderd, waarop een dode en verschillende gewonden vielen. Op 27 juni werd in Mexico een beslissingswedstrijd gespeeld die, na verlenging, door Honduras werd verloren.
Als gevolg hiervan liepen de spanningen omtrent de Salvadoranen in Honduras nog verder op. Op 27 juni verbraken de landen hun diplomatieke betrekkingen. Uiteindelijk trokken Salvadoraanse troepen in de late middag van 14 juli 1969 Honduras binnen om hun landgenoten (die zoals eerder genoemd El Salvador waren ontvlucht) te beschermen. Er werd vanuit de lucht gebombardeerd en verschillende vliegtuigen van beide kanten werden neergeschoten. Op 15 juli volgden onderhandelingen na bemiddeling van de Organisatie van Amerikaanse Staten (OAS). El Salvador wilde echter zijn sterkere militaire positie uitbuiten. De voetbaloorlog werd na ruim vier dagen toch gestaakt, na internationale bemiddeling van de OAS. Er waren toen minstens 2000 doden gevallen. De Salvadoraanse troepen trokken zich effectief terug in augustus dat jaar. Pas in 1980 werden de betrekkingen met El Salvador weer hersteld.
De voetbaloorlog was de laatste oorlog waarin door propellers aangedreven jachtvliegtuigen een dominante rol speelden.

## Resultaten van de voetbalwedstrijden
- 8 juni 1969: Honduras - El Salvador 1-0 (Tegucigalpa)
- 15 juni 1969: El Salvador-Honduras 3-0 (San Salvador)
- 27 juni 1969: El Salvador-Honduras 2-2 na 90 minuten, 3-2 na verlenging (Mexico-Stad, Mexico)

Het duurde tot 23 november 1980 voordat de teams in een voetbalwedstrijd weer tegenover elkaar stonden. El Salvador won deze thuiswedstrijd - een kwalificatiewedstrijd voor het wereldkampioenschap voetbal 1982 - met 2-1.